# Вооружённые силы Югославии
Вооружённые силы Югославии были созданы после образования королевства Югославия и прекратили своё существование с распадом Союзной Республики Югославия.

## История
Вооружённые силы Королевства Сербов, Хорватов и Словенцев возникли на основе армии королевства Сербия в 1918 году — после создания Королевства Сербов, Хорватов и Словенцев.
В 1920—1930-е годы правительство страны закупило для вооружённых сил 48 танков типа FT-17. Большинство из них составляли пушечные и пулемётные танки FT-17 и FT-18 (принятые на вооружение под наименованием M-17), ещё 28 являлись более совершенными NC-27 (использовались под наименованием M-26). Все они оставались на вооружении до весны 1941 года
В 1929 году, после преобразования КСХС в королевство Югославия, изменилось и название вооружённых сил страны.
26 апреля 1940 года в составе югославской армии было создано подразделение специального назначения: «четническая команда» (подготовка военнослужащих которой включала горную подготовку и обучение партизанско-диверсионным действиям), к началу апреля 1941 года она включала в себя штаб и шесть штурмовых батальонов. Помимо стрелкового оружия, каждый батальон имел восемь надувных лодок «Pionier-Schlauchboote» для преодоления водных преград и три мотоцикла «Zündapp К600» с колясками.
К 6 апреля 1941 года югославская армия состояла из 17 регулярных и 11 резервных пехотных дивизий, 11 смешанных отрядов, 3 регулярных кавалерийских дивизий и 1 гвардейской кавалерийской бригады, 1 крепостной дивизии и 1 крепостной бригады. Также имелось 28 маршевых полков, до 20 полков территориальной армии, 23 батальона пограничной стражи и некоторые другие подразделения.
В дальнейшем армия участвовала в оборонительной войне против стран «оси». После того как 17 апреля 1941 года в Белграде министр иностранных дел Югославии А. Цинцар-Маркович и генерал Янкович подписали от имени Югославии акт безоговорочной капитуляции, Королевская югославская армия по приказу начальника генерального штаба генерала Калафановича прекратила боевые действия, капитулировала и прекратила своё существование.
1 марта 1945 года на основе партизанских отрядов югославских коммунистов была создана Народно-освободительная армия Югославии, которая участвовала в боях за освобождение страны в 1944—1945 годы. В дальнейшем на основе НОАЮ были созданы регулярные вооружённые силы СФРЮ.
22 декабря 1951 года, в десятилетний юбилей официального создания партизанских сил, НОАЮ была переименована в Югославскую Народную Армию.
Югославская Народная Армия состояла из сухопутных войск, Военно-морских сил и Военно-воздушных сил, объединённых с войсками противовоздушной обороны.
В 1968 году, в свете событий в Чехословакии, была создана формально подчиненная министерству обороны вооруженная структура под названием «Территориальная оборона», задачами которой было осуществление охранных функций в тылу и помощь вооружённым силам по мере надобности.
После распада СФРЮ Вооружённые силы Югославии продолжили своё существование как армия Югославии.
В 2003 году Союзная Республика Югославия была преобразована в Государственный Союз Сербии и Черногории.
Преемником Вооружённых сил Югославии являлся Оборонный союз Сербии и Черногории, который существовал с 4 февраля 2003 года до 8 июня 2006 года.